# Dave Stewart
David Lloyd Stewart (Waterloo, Londres, 30 de Dezembro de 1950) é um músico que atualmente trabalha com a cantora Barbara Gaskin. Ele trabalhou como colunista em revistas, escrevou livros sobre teoria musical e tocou teclados em várias bandas de rock progressivo da cena Canterbury: Uriel, Egg, Arzachel, Khan, Hatfield and the North, Gong, National Health, Bruford e Rapid Eye Movement. Ele contribuiu com música para vários projetos de TV e rádio de Victor Lewis-Smith.
A carreira de Stewart começou na banda Uriel, com Mont Campbell (baixo, vocal), Steve Hillage (guitarra) e Clive Brooks (bateria). A banda fez turnês, mas nunca conseguiu gravar um disco. Depois que Hillage saiu, os outros três formaram o Egg, apesar do quarteto ter voltado a se unir gravando um disco sob o nome Arzachel. Em 1972, Stewart participou do disco Space Shanty do Khan, banda formada por Hillage.
Em 1973, Stewart se uniu ao Hatfield and the North. Ele saiu em 1975 e, depois de fazer uma turnê com o Gong, ele fundou o National Health com o tecladista Alan Gowen. O primeiro baterista do National Health foi Bill Bruford, e Stewart o ajudou em seu primeiro disco solo, Feels Good to Me (1977) e no seu projeto Bruford.
Entre 1980 e 1981, Stewart liderou o Rapid Eye Movement com Rick Biddulph (baixo, vocal), que foi roadie e engenheiro de som ao vivo para o Hafield e o National Health, Pip Pyle (bateria), também saído do Hatfield e do National Health, e Jakko Jakszyk (guitarra).
Seu primeiro single de sucesso sob seu próprio nome foi uma colaboração com Colin Bluntsone, fundador e vocalista do Zombies. Os dois fizeram uma versão do clássico do soul "What Becomes of the Broken Hearted"; o single chegou à 13º posição nas paradas britânicas. Logo após, Stewart chamou a ex-colega no Hatfield Barbara Gaskin para gravar uma versão de "It's My Party", que chegou ao primeiro lugar das paradas britânicas e alemãs, lançado em 1981. Ele também participou de uma reunião do National Health no mesmo ano. A dupla continuou a trabalhar junta desde então, apesar de Stewart ter participado de outros projetos, incluindo a ajudar a produzir o primeiro disco do Earthworks de Bill Bruford.

## Livros
- Inside the Music (1999, Miller Freeman Books, 0879305711)
- The Musician's Guide to Reading and Writing Music (Second Edition, 1999, Miller Freeman Books, 0879305703)
- The Musician's Guide to Reading and Writing Music (1st Edition, 1993, Backbeat Books, 0879302739)
- Introducting the Dots (Later rewritten as The Musicians Guide)

O integrante da banda SuperHeavy é o David A. Stewart (Dave Stewart) e não este David Lloyd Stewart.